# تسوكاسا أوميساكي
تسوكاسا أوميساكي (باليابانية: 梅崎 司) (مواليد 23 فبراير 1987) هو لاعب كرة قدم ياباني يلعب حاليا لصالح أوراوا رد دايموندز في الدوري الياباني الممتاز. يلعب مع منتخب اليابان لكرة القدم منذ عام 2006.

## وصلات خارجية
- تسوكاسا أوميساكي على موقع الاتحاد الدولي (مؤرشف)  (الإنجليزية)
- تسوكاسا أوميساكي على موقع رابطة كرة القدم اليابانية للمحترفين (اليابانية)
- تسوكاسا أوميساكي على موقع قاعدة بيانات كرة القدم.إي يو (الإنجليزية)
- تسوكاسا أوميساكي على موقع ناشيونال فوتبول تيمز (الإنجليزية)
- تسوكاسا أوميساكي على موقع Soccerway.com (الإنجليزية)
- تسوكاسا أوميساكي على موقع عالم كرة القدم.نت (الإنجليزية)
- تسوكاسا أوميساكي على موقع كووورة
- National Football Teams
- Japan National Football Team Database